# 大宮政志
大宮 政志（おおみや まさし、1938年3月10日 - ）は、日本競輪選手会東京支部に所属していた元競輪選手。岩手県岩手郡滝沢村（現・滝沢市）出身。滝沢市スポーツ功労者。

## 経歴
盛岡第一高等学校時代の1956年、鎌倉で行われた第一回・全国高等学校自転車道路競走中央大会の個人、団体の部で優勝。また同年、大宮競輪場で開催された全国高等学校自転車競技選手権大会（インターハイ）ロード・レース「第１回全国高等学校自転車道路競走中央大会」（鎌倉～江の島～平塚の周回路）で優勝。
日本大学時代には世界自転車選手権、ローマオリンピックにも出場。1962年の第4回アジア競技大会個人ロードレースでは2位に入る。1964年東京オリンピックの個人・団体ロードに出場。
2012年現在、昭和第一学園高等学校の自転車競技部コーチを務める。